# Filippo Zappi
Filippo Zappi (Mercato Saraceno, 25 novembre 1896 – Udine, 3 luglio 1961) è stato un militare, esploratore e diplomatico italiano.

## Biografia
Filippo Zappi nacque a Mercato Saraceno il 25 novembre 1896 da ricca famiglia medio borghese trasferitasi poi a Firenze, ove frequentò il prestigioso Collegio Alla Querce dei Padri Barnabiti.
Nel 1909 venne ammesso alla Regia Accademia Navale di Livorno e, nel 1912, partecipò alla guerra italo turca; nel 1915 venne nominato guardiamarina ed assegnato al comando dello Stato maggiore della Regia Marina.
Nel 1916 conseguì il brevetto di pilota di aereo-dirigibili, comandando la base dirigibili di Jesi. Partecipò alla Prima Guerra Mondiale, venendo insignito, nel 1918, della medaglia di bronzo al valor militare e promosso al grado di Tenente di Vascello per meriti di guerra.
Nel 1927 venne promosso per meriti speciali a capitano di corvetta, rivestendo incarichi presso lo Stato maggiore. 

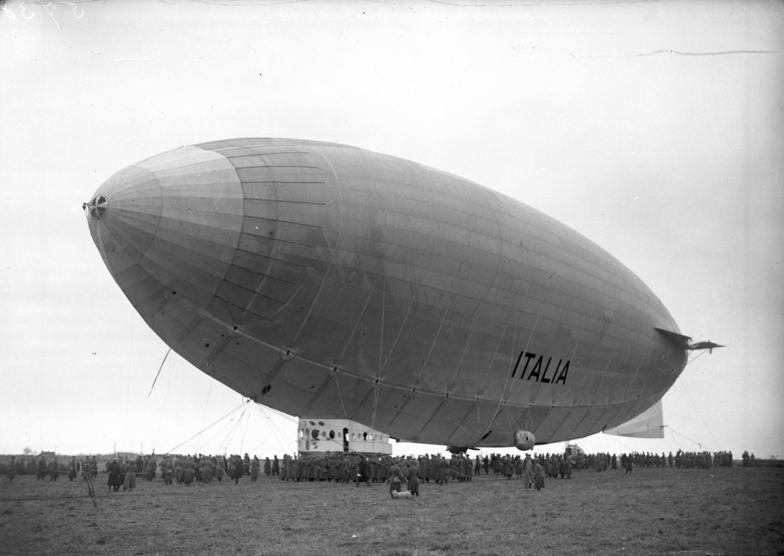
Il dirigibile Italia a Stolp in Pomerania

Nel 1928 partecipò, con l'incarico di navigatore, alla spedizione polare del dirigibile Italia, al comando del Generale Umberto Nobile che lo volle quale Ufficiale di Navigazione.
Partito da Ciampino il 19 marzo del 1928, il dirigibile, che portava il nome di Italia, sostò nell'aeroscalo milanese di Baggio, e da lì intraprese il trasferimento sino alle isole Svalbard, ove giunse il 6 maggio. Dopo due voli esplorativi per la costa Nord-Est della Groenlandia e per la Terra di Francesco Giuseppe sino a lambire la Terra di Nicola II, il 24 maggio alle ore 0.24 GMT la spedizione raggiunse il Polo Nord, celebrando l'evento con il lancio della bandiera italiana, della croce lignea donata da Papa Pio XI e del medaglione della Madonna del Fuoco di Forlì.
A causa del forte vento non fu possibile per la missione lo sbarco programmato sul pack di alcuni scienziati presenti a bordo; la successiva fase di rientro fu drammatica poiché le avverse consizioni meteorologiche resero difficile il volo sino a quando l’aeromobile si abbassò fortemente di quota. Per tentare di evitare l’impatto con il pack vennero spenti i motori, si cercò di mollare la pesante catena-zavorra, e vennero buttati fuori bordo molti carichi pesanti. Inevitabilmente il dirigibile Italia impattò prima con la poppa, poi con la prua determinando il distacco della navicella di comando. Nello schianto, dieci uomini rimasero sul pack e tra questi il Capitano Filippo Zappi.
I sopravvissuti si rifugiarono nella Tenda Rossa, ma dopo tanto tempo di inutili trasmissioni di soccorso via radio, il Capitano Zappi promosse un'iniziativa per cercare soccorso inoltrandosi a piedi sul pack in ragione dell'avvistamento delle isole Carlo XII.
La pattuglia si inoltrò sui ghiacci artici non riuscendo nel tentativo a causa della deriva del pack. Il Cap. Zappi venne tratto in salvo il 12 luglio dal rompighiaccio sovietico Krasin, insieme ad Adalberto Mariano che riportò il congelamento di un piede; della pattuglia faceva parte anche il meteorologo svedese Finn Malmgren, purtroppo perìto alcuni giorni prima tra i ghiacci artici.

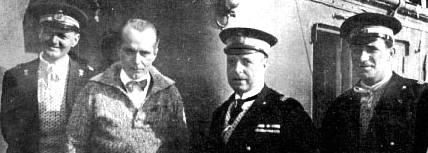
Da Sx: Adalberto Mariano, Umberto Nobile, Giuseppe Romagna, Filippo Zappi.

Dopo la spedizione passò alla carriera diplomatica divenendo nel 1929 console in Cina, nella Concessione italiana di Tientsin. Successivamente lavorò all'ambasciata in Austria, per poi essere trasferito in Portogallo. In seguito divenne ambasciatore in Arabia Saudita per poi essere inviato in Finlandia sino al 1944. 
Nel dopoguerra Filippo Zappi rimase nell'ambito diplomatico e il 12 settembre 1953 fu inviato Straordinario e Ministro Plenipotenziario presso l'Ambasciata Italiana di Helsinki.
Il 15 novembre 1955 fu nominato Ambasciatore con L. C.
Filippo Zappi morì improvvisamente il 3 luglio 1961 ad Udine durante una riunione della delegazione diplomatica che presiedeva. Fu sepolto con gli onori di Stato nella tomba di famiglia a Mercato Saraceno.

## Cultura di massa
Filippo Zappi è tra i primi protagonisti del film del 1969 La tenda rossa, diretto dal regista georgiano Michail Konstantinovič Kalatozov, interpretato dell'attore Luigi Vannucchi.
Nel film Fantozzi di Luciano Salce il Cap. Filippo Zappi viene citato in una scena comica in cui il protagonista Fantozzi giunge di notte a pelle di leone dalla pista da sci su cui si era recato con gli amici, e credendo (per le allucinazioni) di essere il Generale Umberto Nobile, chiede della sua cagnetta Titina. La citazione contiene tuttavia un errore, perché Fantozzi si rivolge al "Marconista Zappi", mentre il Cap. Zappi era il navigatore; il marconista era invero Giuseppe Biagi.

## Vita privata
Filippo Zappi, dopo la sua incredibile avventura al Polo Nord a bordo del Dirigibile Italia, si sposò il 4 marzo 1929 a Losanna in Svizzera con Laure-Jeanne LeCoultre, figlia di Jacques David LeCoultre, il celebre proprietario delle famose industrie Jaeger-LeCoultre.
Quali testimoni di nozze furono presenti i compagni della disavventura artica Adalberto Mariano ed Umberto Maddalena.
Nominato poco dopo Console italiano ad Hankou (Cina), vi si trasferì con sua moglie. 
Nell'ottobre del 1930 Laure-Jeanne LeCoultre fu ricoverata in ospedale per partorire la figlia Laurette Zappi. Purtroppo, dopo tre giorni di complicazioni post parto, la moglie morì nonostante le cure ospedaliere.
Laure-Jeanne LeCoultre fu sepolta a Hankou; tre anni dopo la sua salma fu trasferita in Svizzera; in seguito Filippo Zappi venne dislocato, sempre in qualità di Console, a Harbin, occupata nel 1931 dall'Impero nipponico, ove rimase sino al 1933.

## Onorificenze
- Repubblica Cinese: Ordine della Giada Brillante, Commenda (conferito con la nomina a Console a Tientsin
- Germania: Croce di Commendatore dell'Ordine dell'Aquila Germanica (conferito con la nomina a Console a Klagenfurt)
- Finlandia: Gran Croce dell'Ordine del Leone Finlandese (conferito con decreto del Presidente Urho Kekkonen, con la nomina ad Ambasciatore in Finlandia)

## Riconoscimenti

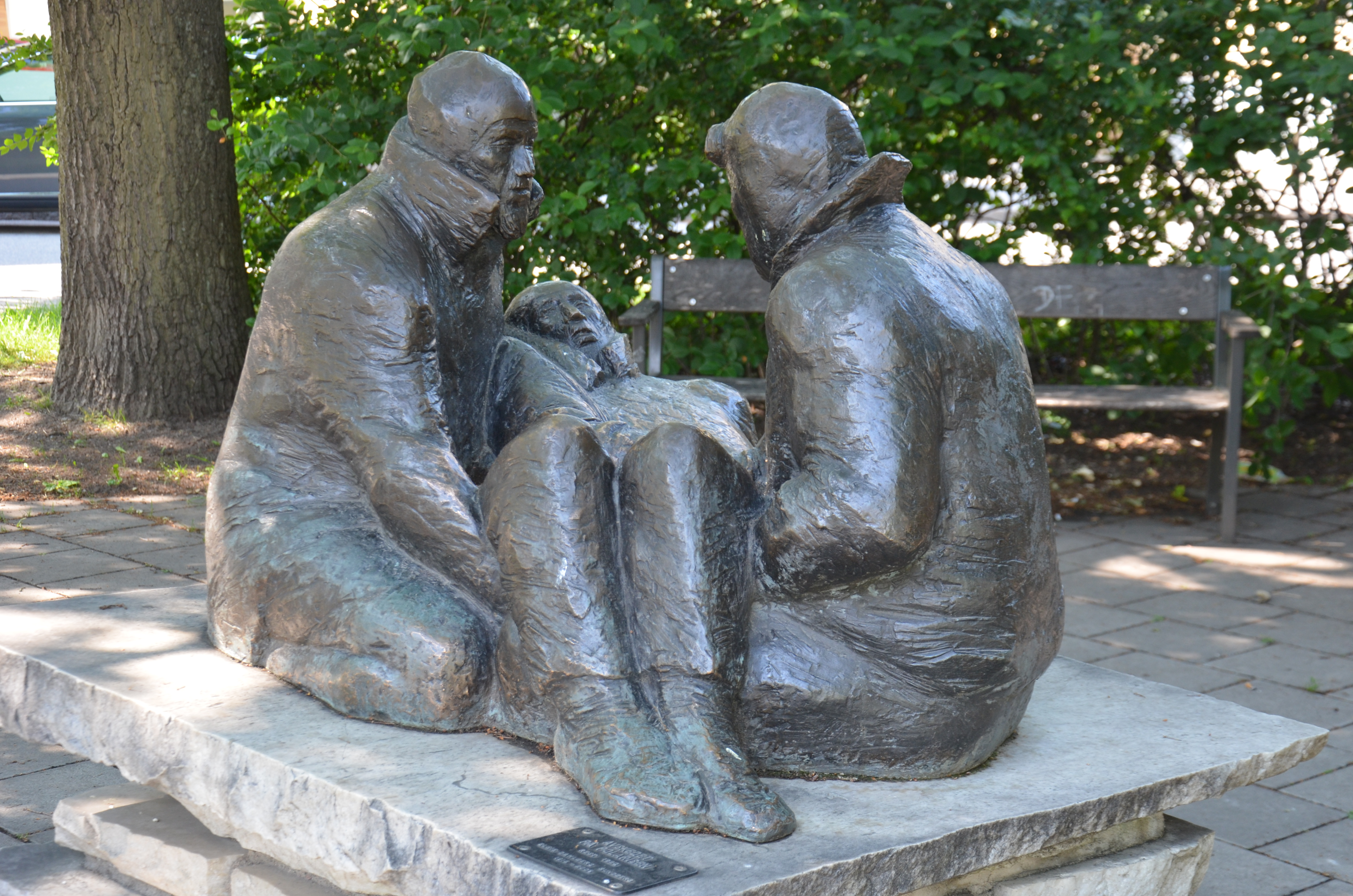
Monumento a Stoccolma

Un gruppo bronzeo raffigurante la pattuglia composta da Adalberto Mariano, Finn Malmgren, e Filippo Zappi è presente a Stoccolma per il ricordo celebrativo dell'avventura sui ghiacci e la morte dello scienziato svedese.
Al Capitano Filippo Zappi è stata dedicata la Scuola Secondaria di Primo Grado "Filippo Zappi" di  Mercato Saraceno.
La città natale di Filippo Zappi: Mercato Saraceno, il 3 giugno 2013 gli ha dedicato un busto bronzeo opera dell'ingegner Ilario Fioravanti, già progettista dell'edificio scolastico.